# Total Control
Total Control är det första soloalbumet från John Norum, efter att han lämnade Europe år 1986. Albumet släpptes 2 november 1987. Tre stycken singlar släpptes ifrån albumet Let Me Love You, Love Is Meant To Last Forever och Back On The Streets.

## Låtlista
1. "Let Me Love You" (John Norum/Marcel Jacob) - 3:21
2. "Love Is Meant to Last Forever" (Norum/Marcel Jacob) - 3:39
3. "Too Many Hearts" (Norum/Marcel Jacob) - 3:11
4. "Someone Else Here" (Norum/Marcel Jacob/Peter Hermansson) - 4:11
5. "Eternal Flame" (Norum/Marcel Jacob) - 3:12
6. "Back on the Streets" (Vinnie Vincent/Richard Friedman) - 4:09
7. "Blind" (Norum/Marcel Jacob) - 3:51
8. "Law of Life" (Mats Lindfors/Max Lorentz) - 4:20
9. "We'll Do What It Takes Together" (Norum/Marcel Jacob) - 3:23
10. "In Chase of the Wind" (Norum/Marcel Jacob) - 3:00
11. "Wild One" (Bonus Track) (Phil Lynott) - 4:18